# Hillsjöstrand
Hillsjöstrand är en småort i Hille socken i Gävle kommun, Gävleborgs län, söder om Hillesjön.